# Landtag (Allemagne)
Pour les articles homonymes, voir Landtag.

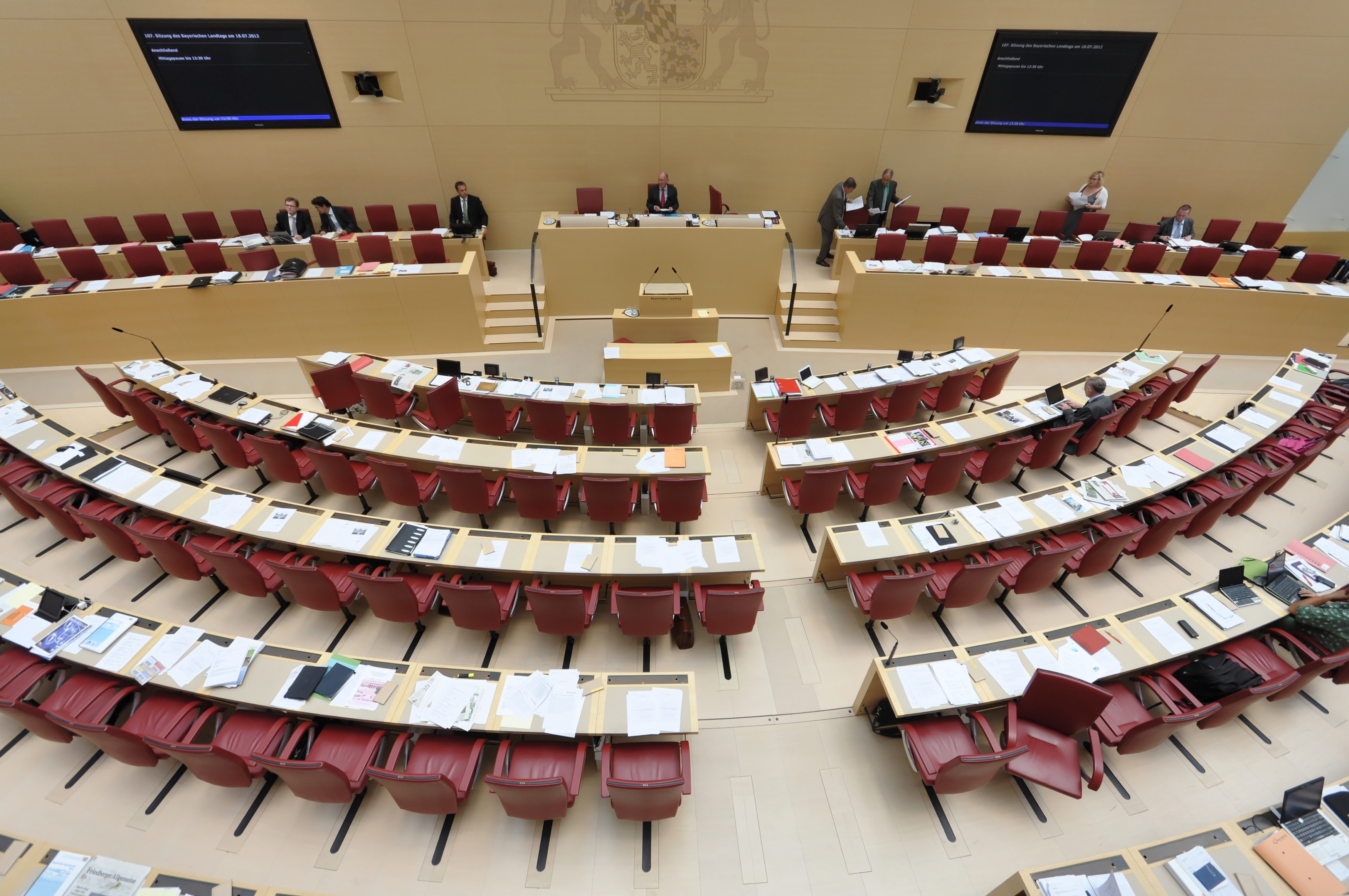
Avec 203 députés, le Landtag de Bavière est le plus important d'Allemagne.

En Allemagne, un Landtag (pluriel : Landtage) désigne l'assemblée parlementaire unicamérale d'un Land.

## Système électoral
Les seize Landtage sont tous élus au scrutin proportionnel plurinominal pour un mandat de cinq ans, à l'exception du Bürgerschaft de Brême dont le mandat est encore de quatre ans. Toutefois, la loi électorale du Landtag relève de chaque Land, aussi existe-t-il de nombreuses différences entre eux :
Nombre de députés
Le nombre de députés au Landtag est fixé par chaque loi électorale et à la discrétion du législateur ;
Au niveau de la loi électorale, le Landtag le plus important est celui de Rhénanie-du-Nord-Westphalie avec 181 députés et le plus restreint est celui de la Sarre avec 51 députés ;
Au niveau du nombre de sièges effectivement pourvus, le Landtag le plus important est celui de Bavière, avec 203 députés ;
Historiquement, le Landtag le plus important selon la loi électorale a été celui de Bavière, avec 204 députés entre 1950 et 2003 ; et le plus important en nombre de sièges effectivement pourvus a été celui de Berlin, avec 241 députés élus en 1990.
Clause des 5 %
Chaque Land applique un seuil de représentativité, qui empêche aux partis n'ayant pas atteint au moins 5 % des suffrages exprimés d'intégrer son Landtag. Il existe cependant des exceptions :
À Brême, ce seuil s'applique seulement au niveau de chacune des deux villes constituant le Land ;
La SSW en est exemptée dans le Schleswig-Holstein ;
La minorité sorabe en est exemptée dans le Brandebourg ;
Tout parti qui obtient un « mandat direct » à Berlin, dans le Brandebourg, dans le Schleswig-Holstein ou deux mandats dans la Saxe en est exempté.
Présence de scrutin uninominal (« mandats directs »)
À l'exception de Brême, Hambourg et la Sarre, tous les Länder pourvoient partiellement leur Landtag au scrutin uninominal majoritaire à un tour ;
À Hambourg et en Sarre, il existe des circonscriptions plurinominales (3 en Sarre et 17 à Hambourg) ;
À Brême, les villes de Brême et de Bremerhaven constituent chacune une circonscription plurinominale.
Nombre de voix
En Sarre, chaque électeur dispose d'une seule voix, qu'il attribue à un candidat ou une liste de sa circonscription ;
À Brême, chaque électeur dispose de cinq voix, qu'il attribue à plusieurs candidats ou à plusieurs listes de sa circonscription ;
À Hambourg, chaque électeur dispose de dix voix, cinq qu'il attribue à des candidats dans sa circonscription, cinq qu'il attribue au niveau du Land à plusieurs candidats ou à plusieurs listes ;
Dans tous les autres Länder, chaque électeur dispose de deux voix, la première qu'il attribue à un candidat de sa circonscription et la seconde qu'il attribue à une liste au niveau du Land.
Listes ouvertes
En dehors de Brême et Hambourg, seule la Bavière autorise le vote préférentiel.
Système de répartition
Dans tous les Länder, la répartition proportionnelle est opérée sur la base de la totalité des sièges à pourvoir ;
En Sarre, les voix attribuées aux candidats ou aux listes dans les circonscriptions sont attribuées au niveau du Land aux partis concernés (s'il n'y en a pas, le calcul est réajusté) ;
En Bavière, à Brême et Hambourg, le total des voix attribuées aux listes et candidats est additionné au niveau du Land, les sièges étant occupés en priorité par les candidats ayant récolté le plus grand nombre de voix ;
Dans tous les autres Länder, la répartition est effectuée sur la base des « deuxièmes voix » attribuées à chaque liste de Land. Pour les partis ayant remporté des « mandats directs », ceux-ci occupent en priorité les sièges à pourvoir.
Mandats supplémentaires
À l'exception de Brême et la Sarre, toutes les Länder prévoient que si un parti obtient plus de sièges dans les circonscriptions que ce qui lui est accordé par la répartition proportionnelle, il conserve ces « mandats supplémentaires » et les autres forces se voient attribuer des « mandats complémentaires » afin de rétablir la proportionnalité du parlement ;
Cette situation est fréquente en Bade-Wurtemberg, en Basse-Saxe, à Berlin et en Rhénanie-du-Nord-Westphalie, où le nombre de circonscriptions uninominales représente plus de 55 % du total des sièges à pourvoir et alors que la diminution de l'influence des grands partis ne leur permet plus de couvrir leur performance au scrutin uninominal.
Majorités électorales
Dans tous les Länder, la majorité électorale est fixée à 18 ans ;
À Berlin, Brême, Hambourg, dans le Bade-Wurtemberg Schleswig-Holstein, le droit de vote est accordé dès 16 ans ;
En Hesse, l'âge d'éligibilité est fixé à 21 ans.

## Variantes terminologiques
Le Landtag de Berlin est nommé Abgeordnetenhaus (Chambre des députés), les Landtage de Brême et Hambourg sont nommés Bürgerschaft.

## Les différents Landtage
| Land                               | Nom                 | Siège                                  | Mandat | Députés | Proportionnelle |
| ---------------------------------- | ------------------- | -------------------------------------- | ------ | ------- | --------------- |
| Bade-Wurtemberg                    | Landtag             | (Haus des Landtags, Stuttgart)         | 5 ans  | 120     | Sainte-Laguë    |
| Basse-Saxe                         | Landtag             | (Leineschloss, Hanovre)                | 5 ans  | 135     | d'Hondt         |
| Bavière                            | Landtag             | (Maximilianeum, Munich)                | 5 ans  | 180     | Hare            |
| Berlin                             | Chambre des députés | (Parlement prussien, Berlin)           | 5 ans  | 130     | Hare            |
| Brandebourg                        | Landtag             | (Château de Potsdam)                   | 5 ans  | 88      | Hare            |
| Brême                              | Bürgerschaft        | (Haus der Bürgerschaft, Brême)         | 4 ans  | 84      | Sainte-Laguë    |
| Hambourg                           | Bürgerschaft        | (Hôtel de ville de Hambourg)           | 5 ans  | 121     | Sainte-Laguë    |
| Hesse                              | Landtag             | (Château de Wiesbaden)                 | 5 ans  | 110     | Hare            |
| Mecklembourg-Poméranie-Occidentale | Landtag             | (Château de Schwerin)                  | 5 ans  | 71      | Hare            |
| Rhénanie-du-Nord-Westphalie        | Landtag             | (Landtagsgebäude, Düsseldorf)          | 5 ans  | 181     | Sainte-Laguë    |
| Rhénanie-Palatinat                 | Landtag             | (Hôtel de l'ordre teutonique, Mayence) | 5 ans  | 101     | Sainte-Laguë    |
| Sarre                              | Landtag             | (Landtag des Saarlandes, Sarrebruck)   | 5 ans  | 51      | d'Hondt         |
| Saxe                               | Landtag             | (Sächsischer Landtag, Dresde)          | 5 ans  | 120     | d'Hondt         |
| Saxe-Anhalt                        | Landtag             | (Brunnersches Haus, Magdebourg)        | 5 ans  | 87      | Hare            |
| Schleswig-Holstein                 | Landtag             | (Landeshaus, Kiel)                     | 5 ans  | 69      | Sainte-Laguë    |
| Thuringe                           | Landtag             | (Landtagsgebäude, Erfurt)              | 5 ans  | 88      | Hare            |

## Répartition des sièges
| Land  | Élection | Élus  | Majorité |    | CDU   | CSU  | SPD   | FDP  | Grünen | Linke | FW   | AfD   | BSW  | Autres   | Hémicycle | Fin du mandat |
| ----- | -------- | ----- | -------- | -- | ----- | ---- | ----- | ---- | ------ | ----- | ---- | ----- | ---- | -------- | --------- | ------------- |
| Land  | Élection | Élus  | Majorité |    |       |      |       |      |        |       |      |       |      |          | Hémicycle | Fin du mandat |
| BW    | 2021     | 154   | 100      |    | 42    |      | 19    | 18   | 58     | –     | –    | 17    | –    |          |           | 2026          |
| BY    | 2023     | 203   | 122      |    |       | 85   | 17    | –    | 32     | –     | 37   | 32    | –    |          |           | 2028          |
| BE    | 2023     | 159   | 86       |    | 52    |      | 34    | –    | 34     | 22    | –    | 17    | –    |          |           | 2026          |
| BB    | 2024     | 88    | 46       |    | 12    |      | 32    | –    | –      | –     | –    | 30    | 14   |          |           | 2029          |
| HB    | 2023     | 87    | 48       |    | 24    |      | 27    | 5    | 11     | 10    | –    | –     | –    | BIW : 10 |           | 2027          |
| HH    | 2025     | 121   |          |    | 26    |      | 45    | –    | 25     | 15    | –    | 10    | –    |          |           | 2030          |
| HE    | 2023     | 133   | 75       |    | 52    |      | 23    | 8    | 22     | –     | –    | 28    | –    |          |           | 2028          |
| MV    | 2021     | 79    | 43       |    | 12    |      | 34    | 5    | 5      | 9     | –    | 14    | –    |          |           | 2026          |
| NI    | 2022     | 146   | 81       |    | 47    |      | 57    | –    | 24     | –     | –    | 18    | –    |          |           | 2027          |
| NW    | 2022     | 195   | 115      |    | 76    |      | 56    | 12   | 39     | –     | –    | 12    | –    |          |           | 2027          |
| RP    | 2021     | 101   | 55       |    | 31    |      | 39    | 6    | 10     | –     | 6    | 9     | –    |          |           | 2026          |
| SL    | 2022     | 51    | 29       |    | 19    |      | 29    | –    | –      | –     | –    | 3     | –    |          |           | 2027          |
| SN    | 2024     | 120   | 51       |    | 41    |      | 10    | –    | 7      | 6     | 1    | 40    | 15   |          |           | 2029          |
| ST    | 2021     | 97    | 56       |    | 40    |      | 9     | 7    | 6      | 12    | –    | 23    | –    |          |           | 2026          |
| SH    | 2022     | 69    | 48       |    | 34    |      | 12    | 5    | 14     | –     | –    | –     | –    | SSW : 4  |           | 2027          |
| TH    | 2024     | 88    | 44       |    | 23    |      | 6     | –    | –      | 12    | –    | 32    | 15   |          |           | 2029          |
| Total |          | 1 891 | 953      |    |       |      |       |      |        |       |      |       |      |          |           |               |
| Total | 531      | 1 891 | 953      | 85 | 451   | 66   | 287   | 84   | 44     | 285   | 44   | 14    |      |          |           |               |
| %     |          | 100   |          |    | 28,08 | 4,49 | 23,85 | 3,49 | 15,18  | 4,44  | 2,33 | 15,97 | 2,33 | 0,74     |           |               |